# Mighty Magiswords
Mighty Magiswords (Brasil: Poderosas Magiespadas / Portugal: As Poderosas Magiespadas) é uma série animada estadunidense de animação em Flash criada por Kyle A. Carrozza para o Cartoon Network Video. Esta é a primeira série original do Cartoon Network, lançada na internet através do site oficial do canal. Uma série de curtas foi lançada em 6 de maio de 2015, pelo aplicativo Cartoon Network Anything nos Estados Unidos. No Brasil, a série de curtas teve sua estreia no YouTube do Cartoon Network Brasil, no dia 8 de outubro de 2016.
Em Portugal, os curtas começaram a transmissão em 13 de fevereiro de 2017 no Cartoon Network, com a estreia da série começando em 24 de abril de 2017.
No dia 9 de fevereiro de 2017, a série foi renovada para uma segunda temporada.

## Produção
Mighty Magiswords é criado por Kyle A. Carrozza, animador, dublador, músico e artista de storyboard atualmente escrevendo canções para o FUMP e, anteriormente, foi o criador, artista de storyboard e dublador para seu curta "MooBeard: A Vaca Pirata" para Random! Cartoons do Nicktoons. Produzido em animação em Flash, esta série é a primeira série animada original no Cartoon Network feito especificamente para Internet.
Lucas, é um músico de comédia, é também um revisionista de storyboard para o show como ele e Kyle correm juntos um podcast intitulado "Kyle e Lucas falam sobre desenhos".
Esses personagens foram criados por Kyle quando ele estava na escola em 1996 e lançado em 2005 para 2007 sob os nomes de "os guerreiros lendários para contratar" e "Dungeons and Dayjobs" antes do Cartoon Network pegar a série em 2013.

## Sinopse
A série acompanha as aventuras de Prohyas Warrior e Vambre Warrior, dois irmãos guerreiros que moram na cidade de Riboflaven e usam espadas mágicas que carregam vários poderes chamadas "Magiespadas" para vencerem qualquer desafio a cada episódio.

## Personagens

### Principais
- Guerreiro Prohyas / Prohyas Warrior (Kyle A. Carrozza) - O protagonista da série, um guerreiro que usa Magiespadas em seus combates. É irmão de Vambre Warrior.
- Guerreira Vambre / Vambre Warrior (Grey Griffin) - A protagonista da série, uma guerreira de cabelo azul muito bonita e inteligente que também usa Magiespadas em suas aventuras, ao lado de seu irmão Prohyas Warrior.

### Secundários
- Grup, O Dragão / Grup, the Dragon (Kyle A. Carrozza) - Um pequeno dragão chifrudo de cor azulão. Para se defender dos inimigos, Grup cospe fogo.
- Princesa Zange / Princess Zange (Grey Griffin) - A princesa do Reino de Riboflaven.
- A Misteriosa Mulher Encapuzada / The Mysterious Hooded Woman (Grey Griffin) - Uma mulher misteriosa que sempre pede a ajuda de Prohyas e Vambre.
- Hoppus (Eric Bauza) - Um coelho que trabalha como conselheiro dos reis de Riboflaven.
- Phil (Eric Bauza) - Um inimigo ganancioso de Prohyas e Vambre.
- King Rexxtopher (Eric Bauza) - Um tiranossauro rex verde que é o rei do Reino dos Dinossauros. Ele parece um cara mal, mas não é e possui uma relação neutra com os guerreiros de aluguel.
- Velho Muito Velho / Old Man Oldman (Kyle A. Carrozza) - Um velhote que mora na aldeia de Riboflaven.
- Semhyas / Nohyas (Kyle A. Carrozza) - O gêmeo malvado e misterioso do Prohyas.
- Ralphio (Mr. Lawrence) - Um dos moradores do Reino de Riboflaven.
- Morbidia and Gateaux  - Dois bruxos rivais de Prohyas e Vambre. Eles também ajudam Prohyas e Vambre, embora outras vezes só fazem isso para tirarem vantagem deles.
- Goomer e Franklyn / Goomer and Frankylo (Kyle A. Carrozza) - Duas criaturinhas adoráveis que são amigas de Prohyas e Vambre.
- Noville (Phil LaMarr) - O bibliotecário do Reino de Riboflaven que possui uma queda pela Vambre.

## Resumo
| Temporada | Temporada | Episódios | Exibição original      | Exibição original   | Exibição no Brasil              | Exibição no Brasil  | Exibição em Portugal | Exibição em Portugal |
| Temporada | Temporada | Episódios | Estreia de temporada   | Final de temporada  | Estreia de temporada            | Final de temporada  | Estreia de temporada | Final de temporada   |
| --------- | --------- | --------- | ---------------------- | ------------------- | ------------------------------- | ------------------- | -------------------- | -------------------- |
|           | 1         | 52        | 29 de setembro de 2016 | 29 de abril de 2018 | 22 de dezembro de 2016 (prévia) | 1 de agosto de 2018 | 24 de abril de 2017  | TBA                  |
|           | 2         | 40        | 30 de abril de 2018    | 17 de maio de 2019  | 30 de julho de 2018             | 2 de maio de 2019   | TBA                  | TBA                  |

## Curtas

### Curtas (EUA: 2015-2016;Brasil: 2016-2017;Portugal: 2017)
| Episódio (série) | Título                                                                                      | Exibição original                                                   | Código de produção |
| --- | ------------------------------------------------------------------------------------------- | ------------------------------------------------------------------- | ------------------ |
| 1 | "Guerreiros de Aluguel (BR) Guerreiros de Aluguer (PT)" "Warriors on Hire"                  | 15 de agosto de 2016 8 de outubro de 2016 13 de fevereiro de 2017   | 201                |
| Prohyas e Vambre usam as Poderosas Magiespadas em seu primeiro serviço como ajudantes de encanamento da princesa de Riboflaven.                                                     |                                                                                             |                                                                     |                    |
| 2 | "Determinação de Pedra (BR) Sai, Pedregulho (PT)" "To Bourderly Go"                         | 6 de maio de 2015 9 de outubro de 2016 3 de maio de 2017            | 201                |
| Prohyas e Vambre tentam retirar uma rocha da entrada de uma caverna para conseguirem uma nova Magiespada.                                                                           |                                                                                             |                                                                     |                    |
| 3 | "Porco de Ferro (BR)" "Pig Iron"                                                            | 6 de maio de 2015 16 de outubro de 2016                             | 202                |
| Prohyas e Vambre devem derrotar um porco robótico gigante para conseguirem uma nova Magiespada.                                                                                     |                                                                                             |                                                                     |                    |
| 4 | "Ataque de Latido (BR)" "Bark Attack"                                                       | 1 de julho de 2015 23 de outubro de 2016                            | 203                |
| Prohyas e Vambre tentam conseguir dinheiro para comprarem Magiespadas voadoras, mas para isso, terão que vencer um desafio no bosque.                                               |                                                                                             |                                                                     |                    |
| 5 | "Golfinomenal (BR)" "Dolphinominal"                                                         | 1 de julho de 2015 30 de outubro de 2016                            | 204                |
| Phil rouba a Magiespada Golfinho do Prohyas e somente Vambre deve recuperá-la. |                                                                                             |                                                                     |                    |
| 6 | "O Melhor Amigo da Gosma (BR)" "The Land Before Slime"                                      | 3 de agosto de 2015 6 de novembro de 2016                           | 205                |
| Prohyas e Vambre tentam encontrar um amigo para uma pequena e adorável gosminha vermelha.                                                                                           |                                                                                             |                                                                     |                    |
| 7 | "Mãos Abaixo (BR)" "Hands Down"                                                             | 3 de agosto de 2015 13 de novembro de 2016                          | 206                |
| Prohyas e Vambre tentam derrotar mãos gigantes para conseguirem dinheiro para comprarem uma nova Magiespada.                                                                        |                                                                                             |                                                                     |                    |
| 8 | "Zumbi Racional (BR)" "Zombie Reasonable"                                                   | 1 de setembro de 2015 20 de novembro de 2016                        | 207                |
| Prohyas e Vambre lutam com Hoppus pela Magiespada Abóbora Zumbi. |                                                                                             |                                                                     |                    |
| 9 | "Ataquetus (BR)" "Attacktus"                                                                | 1 de setembro de 2015 27 de novembro de 2016                        | 208                |
| Mandados pela princesa de Riboflaven para conseguirem uma nova Magiespada Cactus, Prohyas e Vambre chegam na Planície Cárida para derrotarem uma forma de vida coberta de espinhos. |                                                                                             |                                                                     |                    |
| 10 | "Nada de Robôs para Velho Muito Velho (BR)" "No Robots for Old Men"                         | 1 de outubro de 2015 4 de dezembro de 2016                          | 209                |
| Prohyas e Vambre descobrem que Velho Muito Velho criou um robô aprisionando Porco de Ferro e Grup para derrotá-los, mas, isto não parece ser um desafio para eles.                  |                                                                                             |                                                                     |                    |
| 11 | "De Qual Yas é Isso? (BR)" "Whose Hyas Is It Anyway?"                                       | 1 de outubro de 2015 11 de dezembro de 2016                         | 210                |
| Prohyas e Vambre encontram Semhyas, o gêmeo malvado do Prohyas. |                                                                                             |                                                                     |                    |
| 12 | "A Desolação de Grup (BR) A Desolação do Grub (PT)" "The Desolation of Grup"                | 22 de agosto de 2016 18 de dezembro de 2016 27 de fevereiro de 2017 | 202                |
| Prohyas e Vambre são enviados para derrotarem um dragão, mas eles não imaginavam de que ele, seria o Grup.                                                                          |                                                                                             |                                                                     |                    |
| 13 | "Bobões na Piscina (BR) Piscina dos Loucos (PT)" "Pool Fools"                               | 29 de agosto de 2016 20 de dezembro de 2016 6 de março de 2017      | 203                |
| Prohyas e Vambre decidem se refrescar na piscina do Reino Dinossáurico. |                                                                                             |                                                                     |                    |
| 14 | "Guerreiros Demais (BR) Demasiados Guerreiros (PT)" "Too Many Warriors"                     | 5 de setembro de 2016 25 de dezembro de 2016 13 de março de 2017    | 204                |
| Prohyas e Vambre devem lutar contra uma lula gigante e impedir que seus arqui-inimigos ganhem toda a glória.                                                                        |                                                                                             |                                                                     |                    |
| 15 | "Passeando (BR) Passeios (PT)" "Walkers"                                                    | 12 de setembro de 2016 27 de dezembro de 2016 16 de março de 2017   | 205                |
| Prohyas e Vambre cuidam do cachorro de estimação do Velho Muito Velho. |                                                                                             |                                                                     |                    |
| 16 | "Roubo de Identidade (BR / PT)" "Identity Theft"                                            | 19 de setembro de 2016 1 de janeiro de 2017 23 de março de 2017     | 206                |
| Prohyas e Vambre descobrem que Semhyas, o imitador do Prohyas, roubou o trabalho deles e agora tentam detê-lo a todo custo.                                                         |                                                                                             |                                                                     |                    |
| 17 | "Escadas e Aranhas (BR)" "Stairways & Spiders"                                              | 11 de outubro de 2016 8 de janeiro de 2017                          | 207                |
| Prohyas e Vambre encontram uma escada muito longa e uma aranha gigantesca falante.                                                                                                  |                                                                                             |                                                                     |                    |
| 18 | "O Cérebro da Vambre (BR / PT)" "Vambre's Brain"                                            | 24 de outubro de 2016 15 de janeiro de 2017 30 de março de 2017     | 208                |
| Prohyas deve fazer a Vambre dormir, após o seu cérebro constantemente possuí-la. |                                                                                             |                                                                     |                    |
| 19 | "Biblioteca Desorganizada (BR) Percebemos o Sistema? (PT)" "Do We Decimal System?"          | 7 de novembro de 2016 22 de janeiro de 2017 3 de abril de 2017      | 209                |
| Prohyas e Vambre tentam encontrar um livro secreto na biblioteca do Shh, com Simone, uma amiga deles, os seguindo no caminho.                                                       |                                                                                             |                                                                     |                    |
| 20 | "Posso Ficar com Ele? (BR / PT)" "Can I Keep It?"                                           | 11 de novembro de 2016 29 de janeiro de 2017 10 de abril de 2017    | 210                |
| Prohyas adota um bichinho que tem o poder de se multiplicar. |                                                                                             |                                                                     |                    |
| 21 | "O Coelhinho Mais Triste (BR) Meu Querido Coelhinho Triste (PT)" "The Saddest Little Bunny" | 11 de novembro de 2016 5 de fevereiro de 2017 17 de abril de 2017   | 211                |
| Prohyas e Vambre encontram Hoppus desapontado e eles decidem animá-lo um pouquinho.                                                                                                 |                                                                                             |                                                                     |                    |
| 22 | "O Cara dos Livros (BR) O Culto dos Livros (PT)" "Bookish"                                  | 11 de novembro de 2016 12 de fevereiro de 2017 24 de abril de 2017  | 212                |
| Prohyas ajuda o bibliotecário a revelar o seu amor pela Vambre. |                                                                                             |                                                                     |                    |
| 23 | "Grup Trabalhador (BR / PT)" "Working Grup"                                                 | 11 de novembro de 2016 19 de fevereiro de 2017 20 de março de 2017  | 213                |
| Prohyas e Vambre tentam atrapalhar o trabalho do Grup de proteger uma Magiespada.                                                                                                   |                                                                                             |                                                                     |                    |

### 1ª temporada (2016-2018)
Uma série de televisão de Poderosas Magiespadas foi lançada nos Estados Unidos no dia 29 de setembro de 2016, contando com uma prévia no dia 5 de setembro de 2016. No Brasil, a série de televisão teve uma prévia no dia 22 de dezembro de 2016 com a estreia oficial acontecendo no dia 5 de janeiro de 2017.
| Episódio (série) | Episódio (temporada) | Título                                                         | Roteiro e storyboards por     | Histórias por                          | Estreias originais                                                                    |
| --- | -------------------- | -------------------------------------------------------------- | ----------------------------- | -------------------------------------- | ------------------------------------------------------------------------------------- |
| 1 | 1                    | "O Mistério do Lago Mess (BR)" "The Mystery of Loch Mess"      | Zoe Moss e Luke Ski           | Kyle A. Carrozza e Mr. Lawrence        | 29 de setembro de 2016 22 de dezembro de 2016 (prévia)                                |
| Prohyas e Vambre enfrentam a gigantesca rainha Porcina. |                      |                                                                |                               |                                        |                                                                                       |
| 2 | 2                    | "Dominação do Medo de Esquilos (BR)" "Squirrelled Domination!" | John Berry e Drew Green       | Kyle A. Carrozza e Mr. Lawrence        | 29 de setembro de 2016 5 de janeiro de 2017                                           |
| Vambre tenta enfrentar o seu medo de esquilos quando ela é contratada para encontrar uma gigantesca árvore de frutas douradas. |                      |                                                                |                               |                                        |                                                                                       |
| 3 | 3                    | "Trapo Encerrado (BR)" "Case Clothed"                          | Krystal Ureta e Clay Lindvall | Kyle A. Carrozza e Mr. Lawrence        | 6 de outubro de 2016 12 de janeiro de 2017                                            |
| Prohyas e Vambre lutam contra piratas malvados, enquanto experimentam alguns modelitos de roupa com a Princesa Zange. |                      |                                                                |                               |                                        |                                                                                       |
| 4 | 4                    | "Jogral, O Maioral (BR)" "Surely You Jesto"                    | Mike Kazaleh                  | Kyle A. Carrozza e Mr. Lawrence        | 13 de outubro de 2016 19 de janeiro de 2017                                           |
| Prohyas e Vambre são contratados por um mágico chamado Omnibus para cuidarem de sua casa, até que eles conhecem Jogral, um comerciante que usa a Magiespada Bobo-da-Corte para hipnotizar os guerreiros e fazê-los destruirem todo o território da casa de Omnibus. |                      |                                                                |                               |                                        |                                                                                       |
| 5 | 5                    | "Limpeza Grupineza (BR)" "Cleanliness Is Next the Grupliness"  | Zoe Moss e Luki Ski           | Kyle A. Carrozza e Mr. Lawrence        | 20 de outubro de 2016 26 de janeiro de 2017                                           |
| Prohyas e Vambre tentam preparar um banho para o Grup. |                      |                                                                |                               |                                        |                                                                                       |
| 6 | 6                    | "Duelo com o Cogumelo (BR)" "Mushroom Menace"                  | Krystal Ureta e Clay Lindvall | Kyle A. Carrozza e Mr. Lawrence        | 5 de setembro de 2016 (prévia) 27 de outubro de 2016 (estreia) 9 de fevereiro de 2017 |
| Prohyas e Vambre, juntos com a Magiespada Abóbora Zumbi, protegem uma aldeia com abóboras de ser destruída por um gigantesco cogumelo. |                      |                                                                |                               |                                        |                                                                                       |
| 7 | 7                    | "Fantasma Apaixonada (BR)" "Flirty Phantom"                    | Mike Kazaleh                  | Mr. Lawrence e Kyle A. Carrozza        | 27 de outubro de 2016 16 de fevereiro de 2017                                         |
| Uma mulher fantasma prende Prohyas em sua mansão enquanto Vambre e a Magiespada Abóbora Zumbi tentam salvá-la. |                      |                                                                |                               |                                        |                                                                                       |
| 8 | 8                    | "A Ira do Neddy (BR)" "The Wrath of Neddy"                     | John Berry e Drew Green       | Richard D. Pursel e Kyle A. Carrozza   | 3 de novembro de 2016 2 de fevereiro de 2017                                          |
| Prohyas e Vambre entram nos territórios do poderoso guardião da colméia, o Urso Neddy. |                      |                                                                |                               |                                        |                                                                                       |
| 9 | 9                    | "Escamas do Ofício (BR)" "Working for Scales"                  | Zoe Moss e Luki Ski           | Richard D. Pursel e Kyle A. Carrozza   | 7 de novembro de 2016 23 de fevereiro de 2017                                         |
| Prohyas e Vambre devem encontrar uma escama de dinossauro e fazerem um chá para curar a doença da Princesa Zange. |                      |                                                                |                               |                                        |                                                                                       |
| 10 | 10                   | "Prosa Criminosa (BR)" "Felinious Prose"                       | John Berry e Drew Green       | Richard D. Pursel e Kyle A. Carrozza   | 8 de novembro de 2016 2 de março de 2017                                              |
| A missão de Prohyas e Vambre de encontrarem uma lente de contato perdida é comprometida pela obsessão da Vambre por uma recente obra em literatura da Verônica Vitoriosa.                                                                                           |                      |                                                                |                               |                                        |                                                                                       |
| 11 | 11                   | "Peixe Humano do Oceano (BR)" "Potion in the Ocean"            | Krystal Ureta e Clay Lindvall | Richard D. Pursel e Kyle A. Carrozza   | 9 de novembro de 2016 9 de março de 2017                                              |
| Prohyas, Vambre e Simone fazem uma aventura debaixo d' água para encontrarem o olho de uma salamandra que mora no fundo do mar. |                      |                                                                |                               |                                        |                                                                                       |
| 12 | 12                   | "Policiais Mauzinhos (BR(" "Bad Bad Cops"                      | Bob Camp                      | Richard D. Pursel e Kyle A. Carrozza   | 10 de novembro de 2016 16 de março de 2017                                            |
| Prohyas e Vambre fingem ser policiais para investigarem um bando de piratas e um contrabandista de brócolis. |                      |                                                                |                               |                                        |                                                                                       |
| 13 | 13                   | "Grup Sensação Musical (BR)" "Gotta Get Grup to Get Down"      | Zoe Moss e Luke Ski           | Mr. Lawrence e Kyle A. Carrozza        | 11 de novembro de 2016 23 de março de 2017                                            |
| Prohyas e Vambre ajudam Grup a se tornar uma estrela musical do Reino de Riboflaven. |                      |                                                                |                               |                                        |                                                                                       |
| 14 | 14                   | "Ladrões Sabidos (BR)" "Thick as Thieves"                      | John Berry e Drew Green       | Richard D. Pursel e Kyle A. Carrozza   | 14 de novembro de 2017 8 de junho de 2017                                             |
| Phil, o Furtador, rouba as Magiespadas de Prohyas e Vambre e eles se unem para recuperá-las de volta. |                      |                                                                |                               |                                        |                                                                                       |
| 15 | 15                   | "A Maior Fã (BR)" "Biggest Fan"                                | Krystal Ureta e Clay Lindvall | Richard D. Pursel e Kyle A. Carrozza   | 15 de novembro de 2017 15 de junho de 2017                                            |
| Prohyas e Vambre conhecem sua fã número 1 totalmente obcecada por eles. |                      |                                                                |                               |                                        |                                                                                       |
| 16 | 16                   | "Masmorras e Empregos (BR)" "Dungeons and Dayjobs"             | Dave Alvarez e Bob Camp       | Richard D. Pursel e Kyle A. Carrozza   | 16 de novembro de 2016 22 de junho de 2017                                            |
| Prohyas e Vambre trabalham na lanchonete da bruxinha Simone para conseguirem o pagamento em jóias e comprar suas Magiespadas. |                      |                                                                |                               |                                        |                                                                                       |
| 17 | 17                   | "Pequena Espada dos Horrores (BR)" "Little Sword of Horrors"   | Zoe Moss e Luke Ski           | Richard D. Pursel and Kyle A. Carrozza | 17 de novembro de 2016 29 de junho de 2017                                            |
| Prohyas cultiva uma Magiespada, que logo depois, se transforma em uma fera inesperada. |                      |                                                                |                               |                                        |                                                                                       |

### 2ª Temporada (2018-2019)
No dia 9 de fevereiro de 2017, uma segunda temporada da série foi anunciada pelo Cartoon Network, e foi apresentada em 2018.

## Dublagem

### Principais
| Personagem        | Dublador         | Dublador      | Dobrador     |
| ----------------- | ---------------- | ------------- | ------------ |
| Guerreiro Prohyas | Kyle A. Carrozza | Milton Parisi | Tiago Retrê  |
| Guerreira Vambre  | Grey DeLisle     | Evie Saide    | Maria Camões |

### Secundários
| Personagem        | Dublador         | Dublador                       | Dobrador                                               |
| ----------------- | ---------------- | ------------------------------ | ------------------------------------------------------ |
| Princesa Zange    | Grey DeLisle     | Élida L'Astorina               | Paula Fonseca (nos curtas) Cristina Basílio (na série) |
| Grup, o Dragão    | Kyle. A Carrozza | Mauro Ramos / Márcio Dondi     | Carlos Alberto Macedo                                  |
| Velho Muito Velho | Kyle. A Carrozza | Mário Monjardim / Pietro Mário | Carlos Alberto Macedo                                  |
| Semhyas           | Kyle. A Carrozza | Alexandre Moreno               | Tiago Retrê                                            |
| Rei Rexxtopher    | Eric Bauza       | Sérgio Stern                   | Diogo Pinto                                            |
| Hoppus            | Eric Bauza       | Maurício Berger                | Diogo Pinto                                            |
| Noville           | Phil LaMarr      | Pedro Azevedo                  | Diogo Pinto                                            |

- Estúdio de dublagem brasileira: Delart

## Transmissão
Mighty Magiswords foi exibido no Cartoon Network Austrália e Nova Zelândia, em 16 de janeiro de 2016. No dia 13 de junho de 2016, a série de curtas para a internet garantiu uma série para a televisão com estreia nos Estados Unidos, pelo canal Cartoon Network, no dia 29 de setembro de 2016, contando com uma prévia no dia 5 de setembro de 2016. Na América Latina, foi exibido no YouTube do Cartoon Network em 8 de outubro de 2016.